# Journée mondiale des réfugiés
La Journée mondiale des réfugiés est une journée internationale dédiée à la célébration de la résilience des réfugiés face au conflit et à la persécution dont ils sont victimes. Elle a lieu le 20 juin chaque année depuis sa création en 2001, année du 50e anniversaire de l'adoption de la Convention du 28 juillet 1951 relative au statut des réfugiés. Le thème retenu pour la journée de 2025 est «Solidarité avec les réfugiés» et de 2024 fuit « Pour un monde qui accueille les personnes réfugiées ».

## Clarification
« N’importe qui. N’importe où. N’importe quand. Toute personne a le droit de se mettre à l’abri. »

— Agence des Nations Unies pour les Réfugiés
Le terme « réfugié » désigne toute personne « craignant avec raison d'être persécutée du fait de sa race, de sa religion, de sa nationalité, de son appartenance à un certain groupe social ou de ses opinions politiques, se trouve hors du pays dont elle a la nationalité et qui ne peut ou, du fait de cette crainte, ne veut se réclamer de la protection de ce pays; ou qui, si elle n'a pas de nationalité et se trouve hors du pays dans lequel elle avait sa résidence habituelle à la suite de tells événements, ne peut ou, en raison de ladite crainte, ne veut y retourner ,».